# Christoph Baker
Christoph Baker (Ginevra, 1955) è un funzionario e scrittore statunitense naturalizzato italiano.

## Biografia
Nato a Ginevra nel 1955, cresce fra Le Chambon-sur-Lignon (Francia), Céligny (Svizzera) e Stoccarda (Germania). Studia letteratura francese a Heidelberg, Strasburgo e Aix-en-Provence. Successivamente si trasferisce negli Stati Uniti e gestisce un'enoteca a Boston. Dal 1984 vive a Roma.
Suona il violoncello e la chitarra. Dal 1974 al 1990, scrive canzoni in francese e inglese e si esibisce sporadicamente in concerto in Francia, Svizzera e USA.
Nel 1993 inizia a collaborare con l'Unicef.
Ha precedentemente lavorato all'ONU a Ginevra, alla Society for International Development e al Fondo Internazionale per lo Sviluppo Agricolo.
Consulente di organizzazioni umanitarie e ambientaliste, è autore di saggi di critica allo sviluppo. È stato coordinatore nazionale della Campagna "Nord-Sud, biosfera, sopravvivenza dei popoli, debito" fondata da Alexander Langer dal 1988 al 1993, ed è stato promotore, con Massimo Valpiana, del convegno nazionale Sviluppo? Basta! A tutto c'è un limite.... Nel 2010 ha vinto il Premio Nazionale Nonviolenza.
Collabora con la rivista Azione nonviolenta del Movimento Nonviolento, sulla quale tiene la rubrica mensile "Il Calice".

## Opere
- Il vino spiegato ai miei figli, Ci. Vin, 2005
- Ozio, lentezza e nostalgia, EMI Edizioni, 2006.
- Ama la terra come te stesso, EMI Edizioni, 2008.
- Elogio dell'Esuberanza, EMI Edizioni, 2012